# 胡苇
胡苇（1976年—），湖北武汉人，汉族，中华人民共和国政治人物、第十二届全国人民代表大会广东地区代表。
毕业于中南政法学院国际经济法专业。加入中国共产党。2013年，担任全国人大代表。